# Elyra leucograpta
Elyra leucograpta är en fjärilsart som beskrevs av George Francis Hampson. Elyra leucograpta ingår i släktet Elyra och familjen nattflyn. Inga underarter finns listade i Catalogue of Life.